# Erotokritos T.
Die Erotokritos T. war ein 1974 als Ishikari in Dienst gestelltes Fährschiff der griechischen Reederei Endeavour Lines, das seit 1992 im Mittelmeer im Einsatz stand. Die Fähre blieb bis 2010 in Fahrt und wurde 2011 im indischen Alang abgewrackt.

## Geschichte
Die Ishikari entstand unter der Baunummer 387 bei Naikai Zōsen K.K. in Setoda und wurde am 19. September 1974 vom Stapel gelassen. Nach der Übernahme durch die Taiheiyō Ferry K.K. in Nagoya im Dezember 1974 wurde das Schiff auf der Strecke von Nagoya nach Ōita in Dienst gestellt. Im Juni 1975 ergänzte sie hierbei ihr jüngeres Schwesterschiff Daisetsu.
1980 wurde die Ishikari von 175,6 auf 188,4 Meter verlängert sowie von 23,98 auf 25 Meter verbreitert. Die Tonnage des Schiffes erhöhte sich dadurch von 11.880 auf 23.900 BRT.
1990 ging die Ishikari in den Besitz der griechischen Strintzis Lines über, die sie ursprünglich als Ionian Sea in Dienst stellen wollten. Stattdessen nahm das Schiff aber 1992 als Erotokritos den Liniendienst von Patras nach Ancona für die Minoan Lines auf. Im Laufe seiner Dienstzeit wurde die Erotokritos auf verschiedenen Routen unter mehreren Eignern eingesetzt. Im Dezember 1999 ging sie an Minoan Flying Dolphins, im Juni 2004 an Barent Navigation.
Im Januar 2007 übernahm die Lucy Lines Navigation Company das Schiff unter dem Namen Erotokritos T. Nach einer Modernisierung in Tuzla nahm es den Liniendienst für die Endeavour Lines auf. Nach gut drei Jahren im Dienst wurde die Erotokritos T. ausgemustert und im Dezember 2010 als Kritos zum Abwracken nach Alang verkauft, wo sie am 11. Januar 2011 eintraf.